# Александрийская филология
Александрийская филология, Александрийская филологическая школа — научное направление, возникшее в Александрии, столице эллинистического Египта, в III веке до н. э.
Центром филологической науки стала Александрийская библиотека.
В Александрии филология отделилась от философии, став самостоятельной отраслью знания, так как ранее филологическими вопросами занимались философы.
Занимаясь главным образом критикой и толкованием текстов, александрийские филологи создавали биографии авторов с элементами литературного анализа, устанавливали главные роды литературы и каноны «образцовых» авторов в каждом из родов, изучали диалекты греческого языка и греческую метрику, составляли комментарии, а также занимались вопросами грамматики.
Здесь были созданы первые научные издания древнегреческих авторов классической эпохи, послужившие впоследствии основой для средневековых рукописей, дошедших до нового времени.
Наиболее видными представителями являются: Зенодот Эфесский, Аполлоний Родосский, Эратосфен Киренский, Аристофан Византийский, Аристарх Самофракийский, Каллимах Киренский, Ликофрон Халкидский, Александр Этолийский, Аполлодор Афинский, Дидим Халкентер.